# Shun Kumagai
Shun Kumagai (japanisch 熊谷 駿 Kumagai Shun; * 7. August 1996 in Sendai) ist ein japanischer Fußballspieler.

## Karriere
Shun Kumagai erlernte das Fußballspielen in den Schulmannschaften der Osawa Secondary School und der Sendai Ikuei High School sowie in der Jugendmannschaft von Vegalta Sendai. Seinen ersten Vertrag unterschrieb er am 1. Februar 2015 bei Ventforet Kofu. Der Verein aus Kōfu spielte in der höchsten Liga des Landes, der J1 League. Für den Verein absolvierte er sieben Erstligaspiele. Im Januar 2018 wechselte er zu Albirex Niigata (Singapur). Der 2004 gegründete Verein ist ein Ableger des japanischen Zweitligisten Albirex Niigata. Der Verein spielt in der ersten singapurischen Liga, der Singapore Premier League. 2018 feierte er mit Albirex die Meisterschaft und den Gewinn des Singapore Cup. Das Endspiel gegen Brunei DPMM FC gewann man mit 4:1. Für Albirex stand er 12-mal in der ersten Liga auf dem Spielfeld. Im Januar 2019 zog es ihn nach Kambodscha. Hier unterschrieb er einen Vertrag beim National Police Commissary FC. Mit dem Verein aus der Hauptstadt Sihanoukville spielt er in der ersten kambodschanischen Liga.

## Erfolge
Albirex Niigata (Singapur)
- Singapore Premier League: 2018
- Singapore Cup: 2018